# 寶昌
寶昌（1848年—？），字兴谷，号朗轩，伊尔根觉罗氏，滿洲正黄旗人。清朝官员，进士出身。

## 生平
同治九年庚午科举人；十三年甲戌科進士。后任翰林院侍讀學士、日講起居注官。光緒八年，任詹事府少詹事，后升任詹事。光緒二十年，任太僕寺卿。光緒二十一年，任內閣學士。次年加禮部侍郎銜、任科布多參贊大臣。

## 家族
祖父成格是嘉庆丙辰科进士，曾任刑部尚书；父亲英桂是道光乙未科举人；堂兄弟廉昌是道光辛丑科进士、彦昌是道光丁未科进士、紹昌是道光甲午科举人。
彦昌之女为咸丰帝玶常在，绍昌之女为已革多罗端郡王載漪嫡福晋。